# Little Para River
Little Para River är ett vattendrag i Australien. Det ligger i delstaten South Australia, omkring 18 kilometer norr om delstatshuvudstaden Adelaide.
Runt Little Para River är det i huvudsak tätbebyggt. Runt Little Para River är det mycket tätbefolkat, med 1 266 invånare per kvadratkilometer. Genomsnittlig årsnederbörd är 593 millimeter. Den regnigaste månaden är juli, med i genomsnitt 95 mm nederbörd, och den torraste är december, med 13 mm nederbörd.